# ستيم

هي لغة من لغات البرمجة المستخدمة في وقتنا الحالي 
ستيم (بالإنجليزية: Steam) هي منصة توزيع رقمي، وإدارة حقوق رقمية، ولعب جماعي عبر الإنترنت، وتواصل اجتماعي، طورتها شركة فالف (Valve Corporation). تُستخدم المنصة لتوزيع الألعاب الإلكترونية والوسائط البرمجية المرتبطة بها من قبل مطورين مستقلين وشركات الألعاب الكبرى على حد سواء. أُطلقت الخدمة رسميًا في 12 سبتمبر 2003، وأصبحت منذ ذلك الحين أكبر منصة توزيع لألعاب الحاسوب في العالم.

## النشأة والتوسع
في البداية، تم تطوير ستيم حصريًا لنظام تشغيل مايكروسوفت ويندوز، ثم توسعت لتشمل أنظمة macOS (في 2010)، ولينكس (في 2013)، إلى جانب دعم محدود لأجهزة بلاي ستيشن 3 في بعض الألعاب، وتطبيقات مصاحبة على كل من أندرويد وiOS.
في أكتوبر 2012، وسّعت فالف نطاق المنصة لتشمل أيضًا البرمجيات غير المتعلقة بالألعاب مثل أدوات التصميم والتطوير.

## الوظائف والميزات

الصفحة الرئيسية لستيم

تقدم ستيم العديد من الميزات والخدمات للمستخدمين والمطورين:
- الإدارة التلقائية للبرامج والتحديثات على أجهزة متعددة.
- التخزين السحابي لحفظ بيانات المستخدم وتقدم الألعاب.
- ميزات اجتماعية مثل قوائم الأصدقاء والمجموعات والمراسلة النصية والصوتية.
- نظام الإنجازات والميداليات المرتبطة بالألعاب.
- دعم المحتوى المقدم من المستخدمين (UGC).
- دعم التجارة الداخلية بين المستخدمين من خلال Steam Market.
- دعم التحكم العائلي وإعدادات الرقابة الأبوية.

### ستيم ووركس (Steamworks)
Steamworks هي واجهة برمجة تطبيقات مجانية توفر أدوات نشر وتطوير للمطورين، تتيح لهم دمج ألعابهم مع وظائف المنصة مثل الإنجازات، الحماية من النسخ، اللعب الجماعي، وتحديثات المحتوى.

### ستيم ووركشوب (Steam Workshop)
توفر منصة Steam Workshop بيئة للمستخدمين لإنشاء ومشاركة تعديلات ومحتوى مخصص للألعاب. يعتمد عليها آلاف الألعاب لدعم التعديلات (Mods) مثل Skyrim وCities: Skylines.

### بيغ بكتشر مود (Big Picture Mode)
أُعلن عنه في 2011 وأُدمج رسميًا في 2012. هو واجهة مستخدم مخصصة لأجهزة التلفاز، وتتيح تشغيل ستيم باستخدام ذراع التحكم (Controller) أو لوحة المفاتيح والفأرة، وتُعتبر تمهيدًا لإطلاق أجهزة ستيم ماشين.

### فالف أنتي-شيت (VAC)
نظام مكافحة الغش الذي طورته فالف، ويُعرف بـ VAC (Valve Anti-Cheat)، ويُستخدم لاكتشاف ومنع اللاعبين من استخدام الغش في الألعاب متعددة اللاعبين.

## ستيم ماشين وSteamOS
في 2013، أعلنت فالف عن جهاز Steam Machine الذي يعمل بنظام تشغيل SteamOS المبني على لينكس. رغم أن الأجهزة لم تحقق انتشارًا واسعًا، إلا أنها كانت الأساس التقني لجهاز Steam Deck الذي أطلقته فالف في 2022، وهو جهاز ألعاب محمول يعمل بكامل مكتبة ستيم.

## الاستخدامات التعليمية
طورت فالف نسخة تعليمية من ستيم، مخصصة للمدارس والجامعات، تضمنت نسخة معدّلة من لعبة Portal 2 لتدريس مفاهيم الفيزياء والتفكير النقدي والبرمجة.

## الدعم الإقليمي والعملات
سعت فالف إلى توسيع الانتشار العالمي لستيم بدعم العملات المحلية. على سبيل المثال:
- في 10 نوفمبر 2015، أصبح بإمكان المستخدمين في الإمارات الشراء بالدرهم الإماراتي.
- لاحقًا أُضيف الريال السعودي، الجنيه المصري، والدينار الكويتي وغيرها من العملات.

كما أصبحت أسعار الألعاب تتفاوت حسب المنطقة الجغرافية، لتوفير أسعار مناسبة محليًا.

## المستخدمون والإحصائيات
- تجاوز عدد الحسابات المسجلة في ستيم 150 مليون مستخدم بحلول عام 2025.
- تسجل المنصة ذروة تصل إلى أكثر من 30 مليون مستخدم متصل في نفس الوقت.
- تحتوي مكتبة ستيم على أكثر من 50,000 لعبة وتطبيق، وتدعم آلاف التعديلات والمحتوى الإضافي من المطورين والمجتمع.

## وصلات خارجية
- ستيم على موقع Google Play (الإنجليزية)